# Волжский сельсовет (Оренбургская область)
Волжский сельсовет — сельское поселение в Курманаевском районе Оренбургской области Российской Федерации.
Административный центр — посёлок Волжский.

## История
Статус и границы сельского поселения установлены Законом Оренбургской области от 2 сентября 2004 года № 1424/211-III-ОЗ «О наделении муниципальных образований Оренбургской области статусом муниципального района, городского округа, городского поселения, установлении и изменении границ муниципальных образований»

## Население
| 2010 | 2012  | 2013 | 2014 | 2015 | 2016 | 2017 |
| ---- | ----- | ---- | ---- | ---- | ---- | ---- |
| 1052 | ↘1016 | ↘965 | ↘923 | ↘907 | ↘862 | ↘813 |
| 2018 | 2019  | 2020 | 2021 |      |      |      |
| ↘788 | ↘765  | ↘721 | ↘694 |      |      |      |

## Состав сельского поселения
| № | Населённый пункт | Тип населённого пункта          | Население |
| - | ---------------- | ------------------------------- | --------- |
| 1 | Бобровка         | село                            | 243       |
| 2 | Волжский         | посёлок, административный центр | 648       |
| 3 | Даниловка        | село                            | 23        |
| 4 | Семёновка        | село                            | 116       |
| 5 | Спиридоновка     | село                            | 22        |